# Archidiecezja Méridy
Archidiecezja Méridy (łac. Archidioecesis Emeritensis in Venetiola) – archidiecezja Kościoła rzymskokatolickiego w Wenezueli. Należy do metropolii Mérida. Została erygowana 16 lutego 1778 przez papieża Piusa VI jako diecezja Mérida mocą konstytucji apostolskiej Magnitudo Divinae Bonitatis. W 1923 została podniesiona do rangi archidiecezji przez papieża Piusa XI bullą Inter praecipuas.

## Ordynariusze

### Biskupi Mérida
- Juan Manuel Antonio Ramos Lora OFM (1782 - 1790)
- Cándido Manuel de Torrijos Riguerra OP (1791 - 1794)
- Antonio Ramón de Espinosa y Lorenzo OP (1795 - 1800)
- Santiago Hernández Milanés (1801 - 1812)
- Rafael Lasso de la Vega (1816 - 1828)
- José Arias Buenaventura Bergara (1828 - 1831)
- José Vicente de Unda (1836 - 1840)
- Juan Hilario Bosset (1842 - 1873)
- Román Lovera (1880 - 1893)
- Antonio Ramón Silva (1894 - 1923)

### Arcybiskupi Mérida
- Antonio Ramón Silva (1923 - 1927)
- Acacio Chacón Guerra (1927 - 1966)
- José Rafael Pulido Méndez (1966 - 1972)
- Angel Pérez Cisneros (1972 - 1979)
- Miguel Antonio Salas Salas CIM (1979 - 1991)
- Baltazar Porras (1991 - 2023) kardynał
- Helizandro Terán Bermúdez OSA (od 2023)